# Globo Futebol Clube
El Globo Futebol Clube comúnmente nombrado Globo, es un club de fútbol de la ciudad de Ceará-Mirim en el estado de Rio Grande do Norte, Brasil. Fue fundado el 22 de octubre de 2012, juega en el Campeonato Potiguar, la primera división de Rio Grande do Norte; y en el Campeonato Brasileño de Serie D, la cuarta división nacional.

## Historia
Creado el 18 de octubre de 2012 y hecho oficial por la Federación de Fútbol de Río Grande do Norte el 22 de marzo de 2013, el equipo fue fundado por el empresario Marconi Barretto, y la inspiración para el nombre del club vinieron de la admiración del presidente por el periodista Roberto Marinho, fundador de Rede Globo. Los colores del equipo son un tributo a Alemania.
En septiembre de 2013, con sólo un año de fundación, el equipo se corona campeón de la segunda división del Campeonato Potiguar 2013, en 2014, es subcampeón del Campeonato Potiguar y ganó un lugar en el Campeonato Brasileño de Fútbol Serie D y en la Copa de Brasil 2015. En la Serie D jugó hasta 2017, cuando ganó el ascenso a la Serie C 2018, tras perder la final en los penales ante Operário de Paraná.
Su participación en el Campeonato Brasileño de Serie C duró solo dos temporadas, 2018 y 2019, en este último perdió la categoría a la Serie D, tras ubicarse último en su grupo.
Consiguió ser campeón del Campeonato Potiguar 2021, siendo este su primer título de la primera división estatal. En la final se enfrentó a ABC, ganándole por 3-2 en el marcador global.
En Copa de Brasil el club posee cinco participaciones en 2015, 2016, 2017, 2018 y 2022, en esta última consigue eliminar al Internacional de Porto Alegre por marcador de 2-0 

## Estadio
El equipo disputa sus partidos en el Estadio Manoel Dantas Barretto popularmente conocido como Barrettão, que fue inaugurado en 9 de mayo de 2013 con una capacidad para 10.000 personas.

## Entrenadores
- Fábio Giuntini (julio de 2013–octubre de 2013)[10][11]
- Higor César (octubre de 2013–septiembre de 2014)[11][12]
- Ivanildo Freitas (interino- septiembre de 2014–2014)[12]
- Leandro Sena (noviembre de 2014–abril de 2015)[13][14]
- Pedrinho Albuquerque (abril de 2015–junio de 2015)[15][16]
- Anthoni Santoro (junio de 2015–julio de 2015)[16][17]
- Higor César (julio de 2015–marzo de 2016)[17][18]
- Luizinho Lopes (marzo de 2016–febrero de 2018)[19]
- Renatinho Potiguar (interino- febrero de 2018–marzo de 2018)[19][20][21]
- Fernando Tonet (marzo de 2018–junio de 2018)[22][23]
- Higor César (junio de 2018–?)[23]
- Renatinho Potiguar (noviembre de 2019–abril de 2021)[24][25]
- Vandeilton Galdino (2021)[26]
- Hugo Chacon (mayo de 2021–enero de 2022)[26][27]
- Geilson Santos (interino- enero de 2022)[27]
- Romildo Freire (enero de 2022–febrero de 2022)[28][29]
- Jaelson Marcelino (febrero de 2022–marzo de 2022)[30][31]
- Renatinho Potiguar (marzo de 2022–junio de 2022)[32][33]
- André Caldas (junio de 2022–2022)[33]
- Lawrence Borba (2012–mayo de 2023)[34][35]
- Higor César (mayo de 2023)[36][37]
- André Caldas (mayo de 2023–junio de 2023)[37][38]
- Victor Hugo (junio de 2023–2023)[38]
- Eugênio Gomes (noviembre de 2023–presente)[3]

## Palmarés

### Torneos nacionales
- Campeonato Brasileño de Serie D: 
  - Subcampeón (1): 2017

### Torneos estaduales
- Campeonato Potiguar (1): 2021.
- Copa Ciudad de Natal (2): 2017, 2021.
- Copa RN (1): 2014.
- Campeonato Potiguar de Segunda División (1): 2013.